# Manophylax kyushuensis
Manophylax kyushuensis là một loài Trichoptera trong họ Apataniidae. Chúng phân bố ở miền Cổ bắc.